# Gunk
Gunk is een Belgisch voormalig maandblad en televisieprogramma dat zich in games specialiseerde.
Het blad was in de handel te verkrijgen en was gekoppeld aan het vroegere televisieprogramma GUNKtv, dat elke week werd uitgezonden op zaterdag en de herhaling op woensdag. GUNKtv was tot juni 2008 te zien op TMF, dat gepresenteerd werd door Frank Molnar en Sylvie De Caluwé, vanaf oktober 2008 was GUNKtv te zien op VT4.
Vanaf mei 2009 had Gunk een eigen digitale zender exclusief via Telenet Digital TV. De programma's gaan vooral over gaming, maar ook muziek en ander amusement vinden er een plaats. De toekomst van zowel de zender als van het maandblad werd onzeker nadat Frank Molnar was ontslagen. Ondanks die onzekerheid, bleef het tijdschrift nog meer dan een jaar bestaan.
Op 31 maart 2011 zond de tv-zender voor het laatst uit. Telenet had hiertoe besloten omdat er te weinig kijkers waren. Het honderdste nummer van Gunk was tevens de laatste publicatie, van juli 2012. In plaats van Gunk maakte Telenet Portal Gaming nu 9lives magazine, een maandblad met nieuwe nummering, nieuwe lay-out en een redactie die voornamelijk uit medewerkers van 9lives.be bestaat.